# Eishockey-Bayernliga 1990/91
Die Eishockey-Bayernliga 1990/91 wurde unter dem Dach des „Bayerischen Eissportverbandes“ (BEV) organisiert, sie ist die höchste Spielklasse des Landesverbandes Bayern. Die Bayernliga wurde hinter der  Regionalliga Süd als fünfthöchste Spielklasse im deutschen Ligensystem eingestuft.

## Saisonverlauf
Die Eishockey-Bayernliga 1990/91 war die 23. Ausspielung dieser Liga. Meister und Aufsteiger in die Regionalliga Süd 1991/92 wurde der EV Bad Wörishofen. Auch gehörten neben dem Vizemeister EV Moosburg der SV Gendorf, ESV Bad Bayersoien und der ERC Ingolstadt zu den Aufsteigern. Alle fünf Mannschaften haben sich über die Aufstiegsrelegation zur Regionalliga Süd qualifizieren können. Die Absteiger waren ESC Planegg und der TSV Schliersee.

### Modus
Die 21 Teilnehmer spielten eine Einfachrunde in zwei Gruppen (A und B) zu elf und zehn Mannschaften. Die fünf besten Teams der Gruppe A und die vier besten Mannschaften der Gruppe B qualifizierten sich für die Aufstiegsspiele zur Regionalliga Süd. Die Mannschaften eins bis vier jeder Gruppe spielten im Playoffmodus die Plätze eins bis acht aus. Den neunten Platz belegte der Fünftplatzierte der A-Gruppe. Die restlichen Teams ermittelten in einer Abstiegsrunde, ebenfalls wieder in zwei Gruppen, die zwei Absteiger in die Landesligen.

## Teilnehmer
Nicht mehr dabei waren die Auf- und Absteiger der Vorsaison. Neu hinzukamen die Absteiger (A) aus der Regionalliga Süd und Aufsteiger (N) aus den Landesligen.
| Gruppe A - ERC Haßfurt (Aufsteiger) - ESV Buchloe (Aufsteiger) - ESC Planegg (Aufsteiger) - ERSC Ottobrunn (Aufsteiger) - SC Bad Kissingen (Aufsteiger) - EV Bad Wörishofen (Absteiger) | Gruppe A - TSV Schliersee - ETC Höhenkirchen - SC Reichersbeuern - EV Fürstenfeldbruck - ESV Bad Bayersoien | Gruppe B - EV Pegnitz - SV Gendorf - EV Moosburg - ESC Vilshofen - TSV Trostberg | Gruppe B - EC Pfaffenhofen - ERC Ingolstadt (Aufsteiger) - EHC Bad Aibling (Aufsteiger) - DEC Frillense-Inzell (Absteiger) - ETC Crimmitschau * (Aufsteiger) |

### Hauptrunde
| Gruppe A | Gruppe A              | Gruppe A | Gruppe A | Gruppe A | Gruppe A |
| Pl.      | Verein                | Sp       | Tore     | Diff.    | Pkte.    |
| -------- | --------------------- | -------- | -------- | -------- | -------- |
| 1.       | EV Bad Wörishofen (A) | 20       | 170:67   | +103     | 37       |
| 2.       | ESV Bad Bayersoien    | 20       | 134:90   | +44      | 30       |
| 3.       | EV Fürstenfeldbruck   | 20       | 146:96   | +50      | 26       |
| 4.       | ERC Haßfurt (N)       | 20       | 114:101  | +13      | 25       |
| 5.       | ETC Höhenkirchen      | 20       | 102:79   | +23      | 24       |
| 6.       | ESV Buchloe (N)       | 20       | 134:123  | +11      | 20       |
| 7.       | SC Bad Kissingen (N)  | 20       | 115:101  | +14      | 19       |
| 8.       | SC Reichersbeuern     | 20       | 101:123  | −22      | 15       |
| 9.       | TSV Schliersee        | 20       | 79:129   | −50      | 9        |
| 10       | ESC Planegg (N)       | 20       | 85:178   | −93      | 9        |
| 11       | ERC Ottobrunn (N)     | 20       | 82:173   | −91      | 6        |

| Gruppe B | Gruppe B                  | Gruppe B | Gruppe B | Gruppe B | Gruppe B |
| Pl.      | Verein                    | Sp       | Tore     | Diff.    | Pkte.    |
| -------- | ------------------------- | -------- | -------- | -------- | -------- |
| 1.       | EV Moosburg               | 18       | 133:86   | +47      | 28       |
| 2.       | ERC Ingolstadt (N)        | 18       | 138:74   | +64      | 27       |
| 3.       | SV Gendorf                | 18       | 122:72   | +50      | 23       |
| 4.       | EC Pfaffenhofen           | 18       | 115:98   | +17      | 20       |
| 5.       | DEC Frillensee-Inzell (A) | 18       | 63:91    | −28      | 17       |
| 6.       | ESC Vilshofen             | 18       | 119:122  | −3       | 16       |
| 7.       | TSV Trostberg             | 18       | 110:130  | −20      | 15       |
| 8.       | ETC Crimmitschau* (N)     | 18       | 96:126   | −30      | 14       |
| 9.       | EHC Bad Aibling (N)       | 18       | 91:138   | −47      | 12       |
| 10       | EV Pegnitz                | 18       | 86:136   | −50      | 8        |

- (A) = Absteiger (N) = Neu in der Liga, Aufstiegsrundenteilnehmer = fett gedruckt, Gastmannschaft aus Sachsen *
- Meister Gruppe A = EV Bad Wörishofen – Meister Gruppe B = ESV Moosburg
-  Bayerischer Meister und Aufsteiger  Aufsteiger in die Regionalliga 1991/92
-  für die Bayernliga 1991/92 qualifiziert  Absteiger nach den Abstiegsrunden

### Playoffs
- Finale: ESV Moosburg : EV Bad Wörishofen 0:2
- Spiel um Platz drei: EV Bad Bayersoien : ERC Ingolstadt 0:2
- Spiel um Platz fünf: EV Fürstenfeldbruck : SV Gendorf 0:2
- Spiel um Platz sieben: ESV Haßfurt : EV Pfafenhofen 0:2
- Platz neun belegte der ETC Höhenkirchen
- Bayerischer Meister 1990/91 wurde der EV Bad Wörishofen.

### Abstiegsrunde
| Gruppe A | Gruppe A                  | Gruppe A | Gruppe A | Gruppe A | Gruppe A |
| Pl.      | Verein                    | Sp       | Tore     | Diff.    | Pkte.    |
| -------- | ------------------------- | -------- | -------- | -------- | -------- |
| 1.       | ESV Buchloe (N)           | 10       | 74:49    | +25      | 12       |
| 2.       | SC Reichersbeuern         | 10       | 56:41    | +15      | 11       |
| 3.       | EHC Bad Aibling (N)       | 10       | 62:50    | +12      | 11       |
| 4.       | TSV Trostberg             | 10       | 54:61    | −7       | 10       |
| 5.       | DEC Frillensee-Inzell (A) | 10       | 40:52    | −12      | 10       |
| 6        | ESC Planegg (N)           | 10       | 43:76    | −33      | 6        |

| Gruppe B | Gruppe B             | Gruppe B | Gruppe B | Gruppe B | Gruppe B |
| Pl.      | Verein               | Sp       | Tore     | Diff.    | Pkte.    |
| -------- | -------------------- | -------- | -------- | -------- | -------- |
| 1.       | ETC Crimmitschau (N) | 10       | 116:56   | +60      | 17       |
| 2.       | ESC Vilshofen        | 10       | 72:52    | +20      | 12       |
| 3.       | SC Bad Kissingen (N) | 10       | 71:53    | +18      | 11       |
| 4.       | EV Pegnitz           | 10       | 63:62    | +1       | 11       |
| 5.       | ERSC Ottobrunn (N)   | 10       | 39:91    | −52      | 6        |
| 6.       | TSV Schliersee       | 10       | 47:94    | −47      | 3        |

(A) = Absteiger (N) = Neu in der Liga, Absteiger in die Landesligen = fett gedruckt
- Absteiger in die Landesliga Bayern waren der ESC Planegg und TSV Schliersee.

## Aufstiegsrelegation
An der vom DEB ausgerichteten Aufstiegsrunde zur Regionalliga Süd 1991/92 nahmen neun Teams der Bayernliga und die Plätze acht bis zehn der Regionalliga Süd 1990/91 teil. Dabei konnten sich die Bayernligateams des EV Bad Wörishofen, EV Moosburg, SV Gendorf, ESV Bad Bayersoien und des ERC Ingolstadt für die Regionalliga qualifizieren.